# 村瀬心椛
村瀬 心椛（むらせ ここも、2004年11月7日 - ）は、日本のプロフェッショナル・スノーボーダー。種目はスロープスタイル（以下SS）とビッグエア（以下BA）、ナックルハック（以下KH）。スタンスはレギュラー。ムラサキスポーツ所属。2022年北京オリンピック スノーボードビッグエア 銅メダリスト。冬季五輪の日本人女子最年少メダリストであり、同種目の初の日本人メダリストでもある。同じく、プロスノーボーダーでムラサキスポーツ所属の村瀬由徠は実妹。

## 経歴・人物

### 生い立ち
岐阜県岐阜市出身。岐阜市立合渡小学校、岐阜市立岐阜西中学校を経て岐阜第一高等学校スポーツコース卒業(在学時同高校スキー部所属)。
家族は父、母、と2歳年下の妹でプロスノーボーダーの由徠(同じく岐阜第一高校に在学)。血液型はB型。

### 幼少期～小学3年生
4歳の時 初めてゲレンデを訪れた際に両親のスノーボードに魅せられスノーボードを始める。最初は寒いのが嫌だったが、ハーネスを外して自由度が増してからはその楽しさに目覚めていった。
しばらくは週末と平日のナイター営業で滑っていた。父 功一もスノーボードが好きであったが、自身は我流で滑ってきただけなので、このまま自分で教え続けるのかどうか迷っていた。その折、小学1年生の時に、自宅から車で15分の屋内練習場 スノーヴァ羽島で行われた子供キャンプに参加。その時に見た年上のライダーの滑りに感銘を受けた。同施設では毎週金曜日に『ぶっ飛びFRIDAY!』というストレートジャンプ大会が催されていて、それに勝つために最初は週に1回だった練習も週3回まで増やし、練習を重ねた。
その後も同施設に通って練習を重ね、週末は車で片道4時間半をかけ富山県の立山KINGSにも通った。練習の合間には筋トレ、トランポリン、スケートボードなどでバランス感覚を養ったり、HYWODのDVDを見て少年時代の角野友基の滑りに刺激を受けたりした。しかし、ストレートジャンプの大会ですぐには結果に結びつかず父 功一も、このまま負け続けたら本人がくじけてしまうのではないかと心配したという。
2013年 小学3年生の時にはJSBA（日本スノーボード協会）の地区大会に出場するようになり少しずつ勝てるようになっていった。当時、ユーストライアウトが制定され審査に合格すれば一般クラスに出場権を得ることができた。村瀬はフロントサイド540とバックサイド360を決めて審査に合格し、東海地区大会で優勝。一般クラスに混じって全日本選手権への切符を掴む。この時の全日本での結果は振るわなかったものの、上位になればプロになれることを知り、初めてプロになることを意識し始めた。

### 小学4年生～（プロ転向後）
2015年、PSA Asia（Professional Snowborders Association）のプロトライアルで4位になり、小学校4年生にしてプロ転向。同年「第33回JSBA 全日本スノーボード選手権大会」SSで2位に入賞。その時の1位は村瀬よりも3歳年上の岩渕麗楽であり、2013年の全日本で初めて会って以来、岩渕の飛び抜けた技術に大きな刺激を受けさらに練習に精を出すようになった。
2015年3月7日、ソルトレイクオリンピック・スノーボードハーフパイプ日本代表の橋本通代が主催するスノーボードスクール KIRARA KAMPが母体となって開催しているSS大会インディパークジャム2015が星野リゾート猫魔スキー場で開催され、そこで優勝を飾る。本大会の優勝者は若手ライダーの登竜門World Rookie Tourへの切符を手に入れることができた。
2016年、小学5年生でオーストリアで開催されたWorld Rookie Tourに初参戦。各国のルーキー選手が集まるこの国際大会で優勝を飾り、この時期から世界のトップ選手と競うことを意識するようになった。当時のトップランカーであったアンナ・ガッサー（村瀬より13歳年上）らとも将来戦うことを目指し、戦うためには720（横2回転）では足らず3Dスピン（コークスクリュー/縦横回転）が必要と判断する。World Rookie Tourには2017年・2018年にも参戦し両年とも優勝。3年連続で年間王者に輝くという快挙を成し遂げた。
2017年3月29日、小学6年生の末、長野県白馬のHakuba47 Winter Sports Parkにてバックサイド・ダブルコーク1080を完璧に決める映像を配信したことでスノーボードの世界で一躍話題になる。同技については、当時の女子スノーボードの世界トップランカーであったヘイリー・ラングランド が同年1月のX Games Aspenで、アンナ・ガッサーが同年3月の X Games Norway で、それぞれ世界で初めて成功させることができた妙技であり、それを名も無き日本の小学生が成功させたことは世界に衝撃を与えた。

### 中学時代
2018年2月、平昌オリンピックは年齢制限により出場が見送られた（当時13歳4か月）。
2018年3月9日、第24回全日本スキー選手権大会スノーボード競技SSで優勝。
2018年5月20日、X Games Norwayで超大技バックサイドダブルコーク1260を同大会女子で初めて成功させ、世界の強豪を相手に臆することなく史上最年少の13歳で堂々の優勝を果たす。この時代に、同技を体得していたのは女子選手の中では世界で村瀬のみであった。
2018年8月、ニュージーランド・カードローナで開催された国際スキー連盟公式大会の世界ジュニア選手権女子SS及びBAで優勝し、世界ジュニア二冠女王となった。
2018年9月1日、モンスターエナジー社とプロモーションエンドースメント契約を締結。
2018年12月7日、Dew Tourに出場するために渡米して4日目にアメリカコロラド州のキーストーンでの練習中に、右膝蓋骨（いわゆる「膝の皿」）を骨折する。約1年間リハビリを続け、その間は雪上を滑ることは出来なかった。
2019年8月31日、X Games Norway BAで77.66点の2位入賞。BAの1位はアンナ・ガッサー、3位はジュリア・マリノ。
2019年11月22日、JASA（Japan Action Sports Association）主催の、年間を通じてアクションスポーツ（サーフィン、スケートボード、スノーボード、BMX）で活躍・発展に貢献した人物に送られる Japan Action Sports Award にて Snowborder of the year を受賞。
2019年12月20日、アトランタで開催されたFISスノーボードワールドカップ・BAで2位入賞。1位は岩渕麗楽。
2020年1月27日、X Games AspenでBAで2位、SSで3位入賞。女子スロープスタイルでのメダルは日本人初であり、且つX Gamesで複数のメダルを獲得したのも日本人初という快挙を成し遂げた。SSの優勝はジェイミー・アンダーソン、2位はローリー・ブルーアン。BAは優勝が鬼塚雅、3位が岩渕麗楽、で日本人が表彰台を独占した。
2020年3月7日、X Games NorwayでBAで5位。BAの1位はアンナ・ガッサー、2位は鬼塚雅、3位はローリー・ブルーアン。
2020年3月8日、X Games NorwayでSSで2位入賞。SSの1位はゾーイ・サドウスキー・シノット、3位はブルック・ボイト、8位に鬼塚雅が付けた。

### 高校時代
2021年1月9日、オーストリア・クライシュベルクで開催されたFISスノーボードワールドカップ・BAで2位入賞。優勝はゾーイ・サドウスキー・シノット、3位はアンナ・ガッサー、4位は岩渕麗楽だった。
2021年1月29日、X Games Aspen SSで5位。SSの1位はジェイミー・アンダーソン、2位はゾーイ・サドウスキー・シノット、3位はローリー・ブルーアン、岩渕麗楽は6位に付けた。無観客での開催。
2021年1月31日、X Games Aspen BAで80.00点の6位。BAの1位はジェイミー・アンダーソン（89.00点）でSSに継ぎ2冠、2位は鬼塚雅（86.00点）、3位はゾーイ・サドウスキー・シノット（86.00点）、岩渕麗楽（84.00点）で5位に付けた。
2021年3月28日、スイス・シルヴァプラーナで開催されたFISスノーボードワールドカップ・SSで88.75点で2位。1位は岩渕麗楽(91.00点)。
2021年5月、モンスターエナジーがプロモーションビデオ『SNOWCATS』を公開。ジェイミー・アンダーソン、クロエ・キム、アニカ・モーガン、ゾーイ・サドウスキー・シノット、ジル・パーキンス、といった世界のトップライダーたちと肩を並べて出演した。
2021年10月23日、スイス・クールで開催されたFISスノーボードワールドカップ・BA開幕戦で初優勝。1本目はバックサイドダブルコーク1080を決め87.75点。2本目ではフロントサイドダブルアンダーフリップ900を綺麗に成功させ2位の選手と20ポイント以上の大差をつけた。膝の故障もあり、2018年来 X Gamesの優勝を最後に（ジュニア大会以外では）優勝から遠ざかっていた村瀬にとって復活の勝利であった。
2021年12月19日、コロラド州コッパーマウンテンで開催されたDew TourのSSで87.75点で3位入賞。1位はゾーイ・サドウスキー・シノットの97.75点、2位にはエンニ・ルカ・ヤルビの90.75点、岩渕麗楽は81.50点で5位だった。
2022年1月2日、カルガリー（カナダ）で開催されたFISスノーボードワールドカップ・SS開幕戦で77.58点で初優勝。2位には鬼塚雅が付けた。
2022年1月8日、カリフォルニア・マンモスマウンテンで開催されたFISスノーボードワールドカップ・SSで77.94点を記録し3位入賞。2日の開幕戦に続き2戦連続で表彰台に立ち、1月中旬以降に発表される予定のオリンピック日本代表選考に向けて強いアピールとなった。1本目で首位発進するも、2本目で転倒し失点した内容について村瀬は「2本目で転倒してしまったのはとても悔しい。人に勝つことよりも自分に勝つことを志して滑るように心がけていて、そうすることで自ずと結果はついてくると思う」と語った。本大会の1位はジェイミー・アンダーソン（平昌五輪 金メダリスト）、2位はゾーイ・サドウスキー・シノット（北京五輪 金メダリスト）。岩渕麗楽は11位だった。
2022年1月21日、X Games Aspen SSで4位。SSの1位はゾーイ・サドウスキー・シノット、2位はジェイミー・アンダーソン、3位はローリー・ブルーアンで日本人入賞者は村瀬のみ。
2022年1月22日、X Games Aspen BAで65.00点の4位。BAの1位はゾーイ・サドウスキー・シノット（85.00点）でSSに継ぎ2冠、2位はジェイミー・アンダーソン（82.00点）でこちらもSSに続きシルバー2冠、3位には鬼塚雅（78.00点）が入った。
2022年2月、北京冬季オリンピックに代表選手の最年少でオリンピック初出場を果たした。スノーボード競技のSSとBAに出場し、女子SSでは決勝に進んだが転倒が響き10位となった。2月15日の女子BAでは予選2位で決勝に進み、決勝では1回目80.00点、2回目91.50点を出して合計171.50点で銅メダルを獲得。17歳3ヶ月でのメダル獲得は、浅田真央の19歳5ヶ月を更新して日本人女子の冬季オリンピックメダリストの最年少記録となった。
2022年3月19日、チェコで開催されたFISスノーボードワールドカップ・SSで優勝。予選を94.50点で首位通過。決勝1本目も87.25点で首位発進。2本目も89.25点と高得点を叩き出し、2位のジャスミン・ベアード（カナダ）に13点の大差を付け、カルガリー大会に続きSSで今季2勝目を飾る。尚、本大会には北京五輪のメダリストたちは欠場している。
2022年3月27日、スイス・シルヴァプラーナで開催されたFISスノーボードワールドカップ最終戦・SSで3位。予選を93.40点で首位通過。決勝の一回目の滑走で78.00点で4位につけ、2回目に技の難度を上げて挑み87.20点。1位はアンナ・ガッサー（95.40点）、2位はローリー・ブルーアン（90.20点）。2021‐2022シーズンにてワールドカップSS2勝・BA1勝を挙げて総合優勝を成し遂げ、自身初となる種目別（SS・BA）制覇するなど実り多きシーズンとなった。
2022年5月10日、全日本スキー連盟がシーズンに活躍した選手を表彰する「スノーアワード」が品川プリンスホテルで開かれ優秀選手として表彰された。村瀬にとっては同賞初表彰。尚、最優秀選手MVPは小林陵侑と平野歩夢、優秀選手には北京五輪のメダリストである渡部暁斗、堀島行真、冨田せな、などのオリンピアンが村瀬と並んで選出された。また同日、全日本スキー連盟のスポンサーである不動産大手エイブルが「スノー・アスリーツ・オブ・ザ・イヤー」を初主催し、こちらも併せて表彰されている。小林陵侑、高梨沙羅、渡部暁斗、堀島行真、平野歩夢、冨田せな、岩渕麗楽、鬼塚雅、竹内智香の全10名が表彰され、それぞれに報奨金100万円が贈られた。
2023年3月、岐阜第一高等学校を卒業。

## エピソード

### 北京オリンピック

#### スロープスタイル
- 2月4日、試合が行われる河北省のゲンティンスノーパークで公開練習が行われた。日本チームの西田崇テクニカルコーチによると、今回のコースはすべて人工雪で氷のように硬く、難易度も高いと分析した。村瀬はそのようなコンディションにも臆することなく順調に調整を行い「自分のやりたい技のことだけを考えて、初めてのオリンピックを楽しもうと思う」と語った[31][32]。
- 2月5日、予選が開かれ、選手28人の滑走に対し、決勝に進めるのは上位12人。1本目を8番目でスタートした村瀬は74.95点を記録し暫定1位。続く2本目も高さと距離のあるジャンプを決めて81.45点を記録し、予選を2位で通過した。80点台を記録したのはゾイ・サドフスキシノット（ニュージーランド）のみで、点差は5.30だった。日本勢の岩渕麗楽は11位で決勝進出、鬼塚雅は15位で予選敗退となった。
- 予選通過について村瀬は「初めてのオリンピックということで楽しもうという気持ちでこの2本を滑った」「2本とも自分がやりたい技を着地できて、本当にうれしい。めっちゃ楽しかった」と満面の笑みで振り返った。コース前半に設置された『チャイナハット』と呼ばれる万里の長城をモチーフにした障害物に挑んだのも「かっこいいし、点数が高いと聞いたので挑戦した」と語った。翌日の決勝に向けては「自分の滑りを出し切って、表彰台を狙いたい」とメダルに照準を合わせた。
- 2月6日、決勝では史上最年少のメダル獲得への期待が高まる中、1本目から攻めの姿勢で滑走したが、最後のジャンプで転倒。48.50点となり6位発進。2本目もバックサイドで3回転半のジャンプに挑むも着地で尻もちをついてしまい49.05点と伸び悩み暫定9位に後退。3回目に逆転を狙うも、最後のジャンプで挑んだ縦2回転、横3回転半の大技「ダブルコーク1260」に失敗転倒して48.0点。最終10位に終わった。
- 決勝での滑りについて「これまで練習してやってきたから大丈夫という気持ちで挑んだが、最後にスピードの調整ができなかった。2本目は飛びすぎてしまったので、3本目は少し（スピードを）落としたけれど、落としすぎた。」と振り返った[33]。この失敗要因については西田崇はその裏側を語っている（尚、北京大会は男女別々のチームだったので西田は直接村瀬をコーチングしてはいない）。公開練習の際、村瀬はチャイナハットを通過する時に失敗して顔面を強打し鼻血を出す負傷をしてしまった。止血と治療に時間がかかったことで練習時間が残り5分しかなくなってしまい、最後に飛ぶ予定だったバックサイド12の練習ができずスピード調整など感覚のすり合わせができないまま、ぶっつけ本番で挑むことになった。西田曰く、バックサイド12は回転力を要するため村瀬は踏み込みすぎてしまい飛びすぎて回転が余ってしまったことが原因で転倒に繋がったという[34]。
- 結果について「3本とも失敗した。自分の力を出せなくて悔しい。次のオリンピックも頑張って出たい。」と笑顔なく語り悔しさを噛み締めた。同じく決勝に駒を進めた岩渕麗楽は80.03点を記録し5位。日本勢のメダル獲得とはならなかった。

#### ビッグエア
- 2月12日、会場のビッグエア首鋼で練習。練習後に取材に応じ、SSの後、すぐに気持ちを切り替え「自分の滑りを出し切って表彰台に乗りたい」と語った。前日の11日には平野歩夢が堂々の金メダルを獲得しており「本当に本物だなと実感した。自分も頑張って、ここで負けていられないとすごく思った」とスロープスタイルでの雪辱を晴らす意気込みだった[35]。
- 2月14日、予選では3本の滑走で点数の高い2本の合計で争われ、上位12人が決勝へ進む。1本目 横3回転のバックサイド1080を決めて85.00点で暫定2位。2本目は難度を落として横2回転半で72.75点。3本目はフロントサイド1080を決めて86.00点で合計171.00点を獲得。予選を2位で通過した。他の日本勢は岩渕麗楽が158.50点で3位、鬼塚雅は154.25で5位、でそれぞれ予選を通過した。
- 予選の結果については「楽しむことを意識して滑っていて、3本とも全部立つことを頭に入れていた。決勝では皆レベルを上げてくるので、練習でやってきたことを思い出して最高難度の技を出して、表彰台に立ちたい。予選は1080までだったが、決勝では1260まで技を上げたい」と語った[36]。
- 2月15日、決勝の1本目はバックサイドダブルコーク1080を決めて80.00点で暫定5位につける。2本目はフロントサイドで3回転を決め91.50点を記録し暫定3位に躍り出た。先2本で高得点を記録し金メダルも射程圏内に入れた村瀬は勝負の大技バックサイドダブルコーク1260に掛けた。しかし、着地で転倒し12.00点に。1本目と2本目の合計171.50点で試合を終え、銅メダルが確定した。4位の岩渕麗楽は166.00点で、5.5点の僅差であった。
- 3本目に転倒してしまったことを悔やみ、傷心の中フィールドを立ち去ろうとしたところ他の選手に呼び止められ、そこで自身が3位であることを初めて知った。その場で泣き崩れ、フィールドインタビューでは「本当夢みたいな気分。信じられない。ここに来れたのも皆さんのおかげで、家族とか、友達とか、スポンサーの方々とか、私だけで取れたメダルではないので、皆さんに感謝しかない」と周りへの感謝を述べた。

#### 試合後
- 2月16日、メダリスト記者会見の席では「小さい頃からの夢が叶って本当に嬉しい」「スノーボードを続けてきて本当によかった」と素直な喜びを言葉にすると当時に、「銅メダルでは終われないので、次のオリンピックでは一番テッペンを目指したい」「妹と一緒に出場したい」と次期大会に向けての目標も語った。競技以外の部分では「帰ったら家族とタコパしたい」「ご褒美に自分の好きなアイスとかを食べたい」「メダルを友達にかけてあげたい」などと語った。
- スノーボードの発展について聞かれた際は、「怪我しないような小さなジャンプ台をちょこんと置いてもらって、多くの人が自分の競技を知ってくれたら嬉しいな」と語った。
- 2018年の故障の時から交流を続けているプロスケートボーダーで東京オリンピック日本代表の西村碧莉からは「いつも通りの滑りを心掛けること」とオリンピックへの心構えを伝授された[37]。
- 初のオリンピック出場で印象に残ったエピソードは、選手村の食堂で有名な日本代表選手に遭遇したことを上げた。中でも羽生結弦や鍵山優真については「やばい本物だ!」と興奮したという。
- 同大会モーグル銅メダリストの堀島行真は岐阜第一高校スキー部のOBである（村瀬よりも7学年上）。堀島は同大会日本人第一号のメダリストであり、同窓の選手がメダルを取得しているのに自分がメダルを取れなかったら恥ずかしい、と思い奮起したという。
- 2月18日、3ヵ月ぶりに帰国。隔離後の28日に登校し全校生徒600人の前で祝賀会を実施。登壇し次のオリンピックでは金メダルを目指すと宣言すると共に、「みなさんも叶えたい夢があると思います。がんばれば報われると思うので夢に向かってがんばってください」と他の生徒にエールを送った。また、大会当日は友人からもらった手紙をウエアに忍ばせ演技に臨んだことも明かした。[38]　フジテレビの『ジャンクスポーツ』に出演した時にこのエピソードに触れ、全校生徒の前で喋らなければいけないのは試合よりも緊張して上がってしまったという。
- 岐阜第一高校の在校生としては初のオリンピックメダリストとなった。卒業生では永井清史（2008年北京オリンピック・競輪 銅メダル）と堀島行真とがおり、村瀬は同校3人目のメダリスト[39]。
- 冬季五輪女子の最年少メダリストになったということは、事後的に知った事実であり、感想は「そうなんですか」と思ったくらいで本人はあまり気にしていなかった。理由は余計な事を気にして自分にプレッシャーをかけるのが良くないと思ったからだという[40]。
- 2月25日に放送されたテレビ朝日の『修造&一茂のイミシン～北京オリンピック名場面SP～』に出演し、上記の「自分が3位だったことに気付かなかった件」の裏側についてトークした。村瀬よりも先に演技を行った岩渕麗楽が難技「トリプルアンダーフリップ」に挑戦して転倒し失敗したものの、他の選手は岩渕の勇気と挑戦を称えフィールドは大盛り上がりしていた（失敗しても称えあう素晴らしい文化が横乗りスポーツにはある、と村瀬も記者会見で述べている）。だが村瀬は岩渕の演技自体は見ておらず、会場に大歓声が巻き起こっていることだけを認識し 「（岩渕が大技を決めて上位に入ったから）自分は4位に後退してしまったんだ」と内心焦りがあったという。「最後は攻めるしかない。自分ならいける」と鼓舞して3本目をスタートしたが、アプローチを滑走中に「やばい! スピードが出ない!」と体感しながらジャンプ台からテイクオフ。着地時に尻もちをついてしまい「痛っ! こけちゃった! 4位か。」「（岩渕を称えに）麗楽ちゃんのところに真っ先に行こう」とフィールドを去ろうとした際に順位を誤認していることに初めて気付いた。また、「練習ではスピードも出ていて3回やって3回決められたのに本番でミスしたのが悔しい」とも述べた[41]。
- 3月8日、日本テレビの朝の情報番組『ZIP!』に出演し、司会の水卜麻美から次の目標を聞かれると「銅メダルでは諦められきれないが、逆に（北京で）金を取っていたら安心しきってしまっただろうから、銅でよかったと思っている。ミラノ五輪ではもっといいメダルを取りたい。いまは金メダルが夢なので次の夢に向かって頑張っていきたい」と抱負を述べた。また、2月18日の帰国から僅か2週間弱（1週間の隔離期間を除くと実質1週間たらず）で既に家族とは3回もたこ焼きパーティしたことも明かした。

### 2018年の故障[42]
- 2018年12月7日、Dew Tourに出場するためにコロラド州キーストーンに赴いて4日後、トレーニング中にステアレール（階段の手すりのようなスノーボード用の障害物）を避けようとしたところ、ステアレールであることに気づかず（階段があることに気づかず）、段差に引っ掛かり、そのままレールの脚部に膝を殴打し右膝蓋骨骨折（いわゆる膝の皿の骨折）。
- この時、村瀬は膝を触ったらムニムニしていて、膝の皿が割ってしまったと確信。痛みで動くこともできず病院に搬送されボルト3本を埋め込む緊急手術を受ける。翌日に退院。元々3週間の滞在期間で、期間中に仲間が滑っている姿を横目に、Dew Tourへの参加も断念せざるを得ず無念の帰国となった。
- 帰国後は学校に通いながらも、2時間半かけて京都の病院に通院した。それまでも捻挫や靭帯を伸ばしたことはあったがこれほどの重症はかつてなく、またアメリカの医師から告げられていたよりも回復が遅かったことから、結局日本の冬季シーズン中には復帰することは叶わなかった。
- 中学3年生に進級したばかりの春、アメリカでリハビリを受けることを決意。単身カリフォルニアに渡米する。
- アメリカでは國母和宏のリハビリも担当したトレーナーに付いた。日本では村瀬曰く「おばあちゃんたちと一緒に少しずつ安静にやるリハビリだった」のに対し、アメリカでは積極的に動かすリハビリに変わり回復スピードが速くなり「もっと早くアメリカに来ていればよかったな」と思ったという。
- 村瀬のリハビリ期間中にスケートボーダーの西村碧莉もDew Tour参加のためにカリフォルニアに滞在しており、村瀬と同じトレーナーに面会する機会を得ていた。同じIMG所属の西村は村瀬の憧れの存在で、いままでも顔を合わせたことはあったものの初対面で会話することはできず「死ぬまでには一度はちゃんと話したい」と思っていた。そんな西村からの励ましも受け、1か月のリハビリを終えて帰国した。
- 帰国後、ジャンプ施設での久々の練習に際し、アメリカの医師からは滑ってもOKとは言われたものの恐怖心がつきまとった。「右足に力を入れたら折れてしまうんじゃないか」「もしもう一度ぶつけてしまったら」という不安があったという。
- 恐る恐るジャンプの練習を繰り返し、少しずつ手応えを掴み始めると、以前は苦手だった技を調子よくきめられるようになっていた。これは村瀬の若さ故、リハビリやトレーニングは怪我の治癒のみならずフィジカル面全体の強化につながった可能性があり、右足の筋肉量は故障以前と同じ水準に戻り、逆に脂肪が減っていた。
- 元々、気を使っていたもののさらなる食事面の改善もフィジカルを強くした。母が栄養学の観点から骨の強化に繋がる食事に見直し、村瀬が嫌いな魚も頻繁に出すようになった。
- この時の心境を本人は「スノーボードができないのが辛かったし焦りもあった」と語っており、友達からたくさんの応援メッセージをもらったり、同じく故障した選手のSNSを見てトレーニングの参考にしたりしていた。「怪我をする前より強くなるにはどうしたらよいかを考えながら、必ずもう一度スノーボードを滑るんだ、と気持ちを強く持とうと心がけていた」という[43]。
- 復帰後は他の選手よりも自分に勝つ、という部分を心掛けるようになり、そのように考え方が変わってからは表彰台に立てることが多くなったという[44]。
- コーチの阪西翔によれば、村瀬は初めての大きな故障により競技へ取り組む姿勢が変わったといい「怪我をしないためにどうすればよいか自分で考えられるようになって戻ってきた」と成長を感じたという。以前よりもストレッチやウォーミングアップを大事にし、基礎練習に重点を置くようになった[45]。

### 選手としての特徴
- 岐阜第一高等学校スキー部顧問であり担任教諭でもある大場順二によると、村瀬は物おじしない性格でふてぶてしさがあり、動じることや萎縮することがないので大舞台で力を発揮できるのではないかと分析した。また、同じく指導した堀島行真と比較すると、高校生としてトップクラスの身体能力を誇った堀島に対し、村瀬のフィジカルはデータ上は決して高いものではないという。それにも関わらず高いパフォーマンスを実現できるのは数値には現れないバランス感覚や技術が備わっているからで、フィジカルを伸ばせばさらに飛躍できるのではないかという期待も寄せている[46]。
- 大場曰く、村瀬の動体視力やバランス能力は数値では測れない高いセンスは持っている一方、自分の体をコントロールする能力は発展途上にあるという。体幹が強いとはいえず北京五輪のパフォーマンスを見て上半身が潰れるような不安定さが気にかかった。「ボードを履いた練習は大好きだが、フィジカルに関してはまだ意識が低いところもある。気持ちが乗ってくるとやるし、乗らないとあからさまに態度に出す子」だといい、今後さらに高度な技術を体得するためには感覚だけでなく、フィジカルに裏付けされた技術が必要になってくるだろうとしている[47]。
- プロスノーボーダーでコーチの阪西翔によれば当時小学生だった村瀬の滑りを見て、最初から上手くて年齢の割にすごく体を動かせていた、と回想している。また、「驚かされることがよくあって、ありすぎて覚えていないくらい」とも語り、言葉で伝えたことを的確に体で表現できる「体の使い方」がとにかく凄いと言い、難易度の高い技を教えるたびにそれを習得し精度を向上させていく身体能力があった[48]。妹の由徠とは全然タイプの違うアスリートであるといい、心椛はセンスに優れ、由徠は粘り強かった。練習も心椛が先に終え由徠を待つことがほとんどであったという[49]。
- また、阪西曰く年々日本女子選手のレベルは上がっている中、北京大会の村瀬のメダル取得はスノーボードの歴史に名を刻む快挙であるとしている[50]。
- 日本スノーボード協会の石原繁は小学生の頃から村瀬の海外遠征の引率をしており、村瀬を「ストイックで『かっこいい』滑りにこだわっている子だった」と評している。遠征中の村瀬は1人でリフトに乗ることが多く、練習中も集中していて冗談をかわしたりしないのが印象的だったといい「子どもながら孤高だった」という。海外遠征になれない子ども達は自然と大人を頼りがちになるが、村瀬は入国審査や書類記入なども自らで調べてやり英語も積極的に話していたという[51]。
- 立山KINGSの所長である石川諒によれば、未習得技のバックサイドダブルコークに初挑戦してみようとなった際には、僅か3時間あまりで習得してしまい驚愕。その能力の高さに、将来世界のトップライダーになることを確信したという。また、石川は村瀬のアスリートとしての強みを「メンタルの強さ」だとも語っている[52]。
- 小学校4年生の時からスノーボードノートを書き続けており肌身離さず持ち歩いている。練習で気になった点や、目標、何をすべきかなどを書き記し試合前をそれを読み返している。2018年の故障の際には、そのノートを日本に忘れてきてしまっていて、怪我をしてしまったので、それ以来ジンクス的に常に持ち歩いていないとダメなんだと思うようになり大切にしている[53]。
- 小学校1年生の時から通い詰めた、地元の練習場スノーヴァ羽島は2022年1月をもって閉鎖。閉鎖については「施設がなかったら今の自分はない。スノーヴァでの練習が自分を強くしてくれた」と語っている。当時を知る同施設のスタッフによれば、村瀬は昔から滑りは抜群に上手く、やると決めた技を何度も繰り返し練習。1日3～4時間の練習をこなしていたといい、驚異の練習量であった。また、一度滑り出すと話かけられないほど集中し、思うように技ができないときは泣いていたといい、スノーボードに取り組む本気さがうかがえたという[54]。
- オリンピックスノーボーダーの藤森由香は村瀬を小学生の時から知っており、当時から他の子と全然違うと感じていた。その理由として、村瀬は親が口出しをせずとも目的意識をもって自主的に練習に取り組めていたといい、練習の組み立て（コーチを招くのは有償であった）から課題把握・強化方法も自分で考えていたという。また、同氏は2018年の故障による戦線離脱が結果的には村瀬のフィジカル面・メンタル面両方を強化するに繋がったのではないかと分析している。故障中にしっかりと体幹トレーニングを受け体のバランスが向上したと共に、大事な時期に悔しい思いを味わったことでメンタルの作り方、情熱の育て方にうまくつながったのはないか、という[55]。
- プロスノーボーダーとして「かっこよく。誰が見ても印象に残るようなスタイルを作ること」を目標にしている。スケートボードの西村碧莉や堀米雄斗（2020年東京オリンピックのスケートボード競技・男子ストリート金メダリスト）なども参考にかっこいい服装も意識している。特に西村碧莉は憧れの存在であり「滑りも服装も声もすべてかっこいい。私もスノーボードをやらない人が見てもかっこいいと思われるような選手になりたい」と語っている。ちなみに村瀬と西村はLINE友達でもある[56][57][58]。
- 自らのパフォーマンスを動画で見返した時に「やっぱり、自分のスタイルが足りない」と感じたといい、結論として「黙々と練習しているだけじゃうまくなれない。やっぱり楽しさも必要。自分が楽しく滑っていればスタイルも溢れ出てくるのではないか」と考えるようになった。ウェアの着こなしにもこだわりのスタイルがあり、女子選手が選ぶSサイズやSSサイズではなく、男子選手が着用するようなOサイズを着て、太めのパンツスタイルを選んでいる。[59]
- 平昌オリンピックの時は13歳で、既にバックサイドダブルコーク1080など他の選手と変わらない技ができていたにも関わらず、年齢制限により出場不可になっている。その時のことを「本当に悔しかった。自分ならこの大会で何ができるだろう、と考えながら観ていた」という[60][61]。
- 2021年1月、スイス・クラークで行われたLAAX OPENのスロープスタイルで7位に終わった際はホテルで泣き崩れた。いままでも練習や試合で上手くいかない時は泣きじゃくっていた村瀬であったが、これを期にコーチの西田崇に「16歳で泣くのは終わりにします」と置き手紙を残し、弱い自分との決別を誓った[62]。

### オフピッチ
- 担任教諭によれば高校での様子は、コミュニケーション能力が高く輪の中にすっと溶け込めるといい、海外遠征で通学が少ない中でも友達に教えてもらい発表会のダンスを2～3日でマスターしていた[63]。
- トップレベルの選手は長期遠征などの都合で通信制に進学することも多いなか、村瀬は自ら全日制の高校に進学をした。冬は北半球、夏は南半球と一年を通した遠征の中で勉強道具は必需品で、友人にノートの写真などを送ってもらい遠征先で通話しながら勉強する努力家でもある。海外帰りのひどい時差ボケの中でも必ず登校しているという[64][65]。
- 高校スキー部顧問で担任教諭も務めた安藤聡によれば、第一印象は普通の高校生で、派手なイメージのあるスノーボーダーとは違った、と述べている。また、普段教室にいる村瀬は表舞台に出る時とギャップが凄いといい、よくつまづいて転んだりして『心椛は雪の上じゃないと立っておれんね』とみんなにからかわれるおっちょこちょいな一面もあるという[66][67]。
- 友人によれば村瀬の性格は天真爛漫で癒しキャラ。だが競技の時は顔つきががらっと変わるという。学校では一緒にトレーニングしたり、行きたいカフェや古着の話をしたりするなど普通の高校生でもある。歌も上手だといい、優里の「ドライフラワー」や瑛人の「香水」を教室で口ずさんでいることもしばしばあった。友人らは「みんな心椛が大好きだし尊敬している」「自分ももっとがんばらないと、と思わせてくれる存在」と村瀬から刺激をもらっていると語っている[68]。
- 中学校の卒業式は遠征と重なり欠席。卒業前最後の登校日にはクラスメイトからWe are the worldの合唱をサプライズでプレゼントされ涙ぐんだ[69]。
- 中学2年生にして世界の頂点に立つも本人は「ただの中2や! って思うようにしています。そう思わないと天狗になっちゃうかも知れないから」と語っている[70]。中学校の学年主任教諭の後藤幸子によれば「勉強や校内活動に対してとても誠実に取り組む子。世界大会で優勝しても自慢することもなく控えめで、人柄の良さが印象的だった」と回想している[71]。
- 小学生の時から3歳年上の岩渕麗楽を慕っており、子ども時代はいつも後ろをついて回っていた。「麗楽ちゃんの技をやりたい」「麗楽ちゃんと同じゴーグルがしたい」「同じボードのセッティングをしてみたい」「同じ洋服にしたい」など、中学時代から高難度の技に挑戦する先輩岩渕に憧れて、なんでも真似したい時期があったという。北京五輪にも岩渕と一緒に出場できたことが、初のオリンピックでもリラックスして望めて良い結果に結びついたのではないかと、日本スノーボード協会の石原繁は語っている[72]。
- 父は毎週末土日の富山県への練習場通いや、全国各地の遠征に赴く際の費用節約のため、ハイエースのトランクにマットレスをひき電子レンジも置くなどキャンピングカー仕様に改造し車中泊をしていた。[73]国内連戦中の車中泊で快眠を得るのは厳しかったらしく、西川のアスリートサポートプログラムを受け同社製品を車中泊や海外遠征の時に利用してる。[74][75]
- 2018年9月29日 東京オリンピック・パラリンピック フラッグツアーが岐阜メモリアルセンターで催された際には、岐阜県知事の古田肇らと共に岐阜代表としてリオ五輪 競泳金メダリストの金藤理絵から旗の引き継ぎを受けた[76]。
- スノーボードの世界では早くから世界に出て活躍したものの世間的には知られていなかったが、北京に内定してから一気に注目が集まり大勢の記者による囲み取材には緊張したという。五輪直前に受けた取材では競技への意気込みを語ると共に「全然JKらしいことはできてない。一番したいことは制服着てディズニー行きたい!」と答えたり、自身の性格について問われると「自分ではそんなこと思わないけど友人からはよく天然と言われる」と答えるなど女子高生らしい受け答えもあった[77][78]。
- 2022年3月1日、2030年の冬季オリンピック札幌誘致に向けて寄せたショートメッセージをJOCの公式Twitterに公開。「8年後もオリンピックに出続けたいです。札幌で会いましょう。」と語った。また、ウィンタースポーツの選手ながら意外にも北海道には行ったことがないといい、旅行にも行きたいという。
- Tokyo Girls Collection Teen 2021 Winter ではモデルとしてスノーボードを抱えて登場しモデルウォークをしている
- 博報堂DYメディアパートナーズが行ったアスリートイメージ評価調査（2022年2月度）によれば、村瀬は『純粋なアスリート』で2位（1位は鍵山優真、3位は大谷翔平）、『可愛いアスリート』で1位（2位は藤澤五月、3位は吉田知那美）にランクインした。調査期間が2022年2月24日 - 28日（サンプル数600）で北京オリンピック直後であったことから平野歩夢、髙木美帆、坂本花織、高梨沙羅、羽生結弦、小林陵侑など多くの冬季オリンピアンたちが各部門にランクインした[79]。
- 2022年5月7日、バンテリンドームで開催された中日対阪神戦の始球式に登板。中日のユニフォームにはKOKOMOの名前と、自身の誕生にちなんだ117の背番号を付けた。豪快に振りかぶった投球は打席に立った阪神・近本光司の外角へ大きく外れるワンバウンドとなってしまったが、捕手・木下拓哉のミットに収まり、ドーム内からは大きな拍手が沸き起こった。式典後「貴重な舞台に立てて、とてもうれしかった。始球式は一瞬だったが、初めてのバンテリンドームが始球式で、いい思い出になった」と語った。ドアラの公式ブログによれば村瀬はすごく緊張していたといい、表情は終始硬かった。[80]
- 2022年5月10日、都内で開催された全日本スキー連盟によるスノーアワードの表彰式には黒のドレスで登壇。店員と親と共に選んだという人生初のドレスとネックレスやイヤリングも身にまとい「こういうときしか着ることができないので、目立ちたいなと思った。いつもズボンだけれど、今日は長めのスカートをはいて表彰式の舞台に立てた。すごく気に入っています」と笑顔を見せた。今期の実績については「納得いくシーズンを送れた。4年後は1番輝きのある金メダルを取りたい」と語った。[81]

### その他
- 名前の由来は「心が優しく、椛の季節に生まれたから」[82]。中学・高校では友人から尊敬の意味も込めて『世界』というあだ名で呼ばれている。一人称は『ココ』。
- 愛猫の名はショーン。自身は猫アレルギーである[83]。
- 長期の海外遠征をこなすも、本人曰く英語は「あまり得意ではない。勉強中」。遠征中はオフの日は音楽を聴いたり家族と電話したりしている他、ビリヤードにもハマった[84][85]。
- 妹の由徠とは仲が良く、ライバルでもあり、一番の相談相手だと語っている。2018年の故障の際には滑れない悔しさで毎日涙する姉に「心椛なら大丈夫」と傍で励ました。また、心椛は初の海外遠征で親元を離れて不安な妹に寄り添い精神的に支えた。由徠は年齢制限で北京オリンピックには出場できなかったが、心椛は北京入りしてから毎日電話でやりとりをしていた[86]。由徠がギターで弾く中島みゆきの「ファイト!」がお気に入り。2022年4月に由徠も心椛と同じ岐阜第一高等に入学した。
- 好きな食べ物は、たこ焼き、アイス、梅干し、イカの天ぷら。遠征にはいつもコンビニで売っている種無し梅を持参している[87]。嫌いな食べ物は、魚[88]。
- 好きな芸人は千鳥[89]。

## 世界ランキング
FIS（国際スキー連盟）が集計する各選手のパフォーマンスを数値化した『FISポイント』による。村瀬のFIS選手コードは9305415。

### ビッグエア
| シーズン  | 最終順位 | 最高順位 | ポイント | 1位              | 2位                            | 3位                            | 備考                                 |
| --------- | -------- | -------- | -------- | ---------------- | ------------------------------ | ------------------------------ | ------------------------------------ |
| 2021/2022 | 4位      | 4位      | 843.55   | 岩渕麗楽         | アンナ・ガッサー               | ゾーイ・サドウスキー・シノット | BA＆SSで自身初のシーズン総合優勝獲得 |
| 2020/2021 | 9位      | 8位      | 625.00   | 岩渕麗楽         | ゾーイ・サドウスキー・シノット | ジュリア・マリノ               | 4位に鬼塚雅                          |
| 2019/2020 | 8位      | 8位      | 625.00   | 岩渕麗楽         | アンナ・ガッサー               | 鬼塚雅                         |                                      |
| 2018/2019 | 54位     | 44位     | 144.00   | 岩渕麗楽         | アンナ・ガッサー               | ジュリア・マリノ               | 5位に鬼塚雅                          |
| 2017/2018 | --       | --       | --       | アンナ・ガッサー | ジュリア・マリノ               | ケイティ・オーメロッド         | 4位に鬼塚雅                          |

### スロープスタイル
| シーズン  | 最終順位 | 最高順位 | ポイント | 1位                      | 2位                            | 3位                      | 備考                           |
| --------- | -------- | -------- | -------- | ------------------------ | ------------------------------ | ------------------------ | ------------------------------ |
| 2021/2022 | 6位      | 6位      | 742.45   | ジェイミー・アンダーソン | ゾーイ・サドウスキー・シノット | ローリー・ブルーアン     | 日本人最高位                   |
| 2020/2021 | 12位     | 12位     | 536.28   | ローリー・ブルーアン     | ゾーイ・サドウスキー・シノット | ジェイミー・アンダーソン | 日本人最高位。13位に岩渕麗楽。 |
| 2019/2020 | 56位     | 43位     | 144.00   | 鬼塚雅                   | ローリー・ブルーアン           | シリエ・ノレンダル       |                                |
| 2018/2019 | 62位     | 47位     | 144.00   | 鬼塚雅                   | ジェイミー・アンダーソン       | シリエ・ノレンダル       | 6位に岩渕麗楽                  |
| 2017/2018 | 164位    | 162位    | 37.50    | ジェイミー・アンダーソン | エンニ・ルカヤルビ             | ローリー・ブルーアン     | 9位に岩渕麗楽                  |

## 主な戦績

### オリンピック
| 大会 | 開催日    | 種目 | 成績 | 1位                            | 2位                            | 3位            | 備考                                                               |
| ---- | --------- | ---- | ---- | ------------------------------ | ------------------------------ | -------------- | ------------------------------------------------------------------ |
| 北京 | 2022年2月 | BA   | 3位  | アンナ・ガッサー               | ゾーイ・サドウスキー・シノット | 村瀬心椛       | 日本人女子冬季五輪最年少メダリスト。五輪同種目日本人初メダリスト。 |
| 北京 | 2022年2月 | SS   | 10位 | ゾーイ・サドウスキー・シノット | ジュリア・マリノ               | テス・コーディ | 最年少の日本代表選手（すべての競技において）                       |

### FIS国際スキー連盟スノーボードワールドカップ
| 大会                                 | 開催日     | 種目 | 成績 | 1位                            | 2位                            | 3位                    | 備考                                                 |
| ------------------------------------ | ---------- | ---- | ---- | ------------------------------ | ------------------------------ | ---------------------- | ---------------------------------------------------- |
| スイス・クール                       | 2023年1月  | SS   | 9位  | ゾーイ・サドウスキー・シノット | ミア・ブルックス               | アンナ・ガッサー       | 4位に岩渕麗楽 10位に妹の由徠                         |
| オーストリア・クライシュベルク       | 2023年1月  | BA   | 3位  | アンナ・ガッサー               | ゾーイ・サドウスキー・シノット | 村瀬心椛               | 4位に鬼塚雅                                          |
| コロラド州コッパーマウンテン         | 2022年12月 | BA   | 5位  | 深田茉莉                       | ヘイリー・ラングランド         | 鬼塚雅                 | 4位に浅沼妃莉                                        |
| カナダ・エドモントン                 | 2022年10月 | BA   | 8位  | ジャスミン・ベアード           | エヴィ・ポッペ                 | 岩渕麗楽               |                                                      |
| スイス・クール                       | 2022年10月 | BA   | 5位  | 岩渕麗楽                       | アンナ・ガッサー               | ジャスミン・ベアード   | 4位に妹の由徠                                        |
| スイス・シルヴァプラーナ             | 2022年3月  | SS   | 3位  | アンナ・ガッサー               | ローリー・ブルーアン           | 村瀬心椛               | SS2勝・BA1勝でシーズン総合優勝。自身初の種目別制覇。 |
| チェコ・シュピンドレルーフ・ムリーン | 2022年3月  | SS   | 1位  | 村瀬心椛                       | ジャスミン・ベアード           | アリアネ・ブッリ       |                                                      |
| カリフォルニア州マンモスマウンテン   | 2022年1月  | SS   | 3位  | ジェイミー・アンダーソン       | ゾーイ・サドウスキー・シノット | 村瀬心椛               |                                                      |
| カナダ・カルガリー                   | 2022年1月  | SS   | 1位  | 村瀬心椛                       | 鬼塚雅                         | ローリー・ブルーアン   |                                                      |
| コロラド州スチームボート             | 2021年12月 | BA   | 7位  | 岩渕麗楽                       | アンナ・ガッサー               | アニカ・モーガン       |                                                      |
| スイス・クール                       | 2021年10月 | BA   | 1位  | 村瀬心椛                       | アンナ・ガッサー               | ジャスミン・ベアード   | ワールドカップ初優勝                                 |
| スイス・シルヴァプラーナ             | 2021年3月  | SS   | 2位  | 岩渕麗楽                       | 村瀬心椛                       | テス・コーディ         |                                                      |
| コロラド州アスペン                   | 2021年3月  | SS   | 4位  | アンナ・ガッサー               | ヘイリー・ラングランド         | エンニ・ルカヤルビ     |                                                      |
| スイス・ラア                         | 2021年1月  | SS   | 7位  | ジェイミー・アンダーソン       | ゾーイ・サドウスキー・シノット | テス・コーディ         |                                                      |
| オーストリア・クライシュベルク       | 2021年1月  | BA   | 2位  | ゾーイ・サドウスキー・シノット | 村瀬心椛                       | アンナ・ガッサー       |                                                      |
| カナダ・カルガリー                   | 2020年2月  | SS   | 12位 | ローリー・ブルーアン           | シリエ・ノレンダル             | ケイティ・オーメロッド |                                                      |
| ジョージア州アトランタ               | 2019年12月 | BA   | 2位  | 岩渕麗楽                       | 村瀬心椛                       | ブルック・ボイト       |                                                      |
| 中国・北京                           | 2019年12月 | BA   | 5位  | 鬼塚雅                         | アンナ・ガッサー               | ローリー・ブルーアン   |                                                      |

### X Games
| 大会   | 開催日    | 種目 | 成績 | 1位                            | 2位                            | 3位                            | 備考                                                                           |
| ------ | --------- | ---- | ---- | ------------------------------ | ------------------------------ | ------------------------------ | ------------------------------------------------------------------------------ |
| Aspen  | 2022年1月 | SS   | 4位  | ゾーイ・サドウスキー・シノット | ジェイミー・アンダーソン       | ローリー・ブルーアン           |                                                                                |
| Aspen  | 2022年1月 | BA   | 4位  | ゾーイ・サドウスキー・シノット | ジェイミー・アンダーソン       | 鬼塚雅                         |                                                                                |
| Aspen  | 2021年1月 | SS   | 5位  | ジェイミー・アンダーソン       | ゾーイ・サドウスキー・シノット | ローリー・ブルーアン           |                                                                                |
| Aspen  | 2021年1月 | BA   | 6位  | ジェイミー・アンダーソン       | 鬼塚雅                         | ゾーイ・サドウスキー・シノット |                                                                                |
| Norway | 2020年3月 | SS   | 2位  | ゾーイ・サドウスキー・シノット | 村瀬心椛                       | ブルック・ボイト               |                                                                                |
| Norway | 2020年3月 | BA   | 5位  | アンナ・ガッサー               | 鬼塚雅                         | ローリー・ブルーアン           |                                                                                |
| Aspen  | 2020年1月 | SS   | 3位  | ジェイミー・アンダーソン       | ローリー・ブルーアン           | 村瀬心椛                       | 同大会同種目で日本人女子初入賞。同大会で日本人初の複数メダル獲得               |
| Aspen  | 2020年1月 | BA   | 2位  | 鬼塚雅                         | 村瀬心椛                       | 岩渕麗楽                       | 同大会で日本人初の複数メダル獲得                                               |
| Norway | 2019年8月 | BA   | 2位  | アンナ・ガッサー               | 村瀬心椛                       | ジュリア・マリノ               |                                                                                |
| Norway | 2018年5月 | BA   | 1位  | 村瀬心椛                       | ジュリア・マリノ               | エンニ・ルカヤルビ             | 史上最年少優勝。バックサイドダブルコーク1260を世界で初めて公式戦で成功させる。 |

### その他大会
| 大会                                                          | 開催日     | 種目 | 成績 | 1位                            | 2位                            | 3位                  | 備考                    |
| ------------------------------------------------------------- | ---------- | ---- | ---- | ------------------------------ | ------------------------------ | -------------------- | ----------------------- |
| Dew Tour                                                      | 2021年12月 | SS   | 3位  | ゾーイ・サドウスキー・シノット | エンニ・ルカヤルビ             | 村瀬心椛             |                         |
| World Snowboard Championships コロラド州アスペン              | 2021年3月  | BA   | 6位  | ローリー・ブルーアン           | ゾーイ・サドウスキー・シノット | 鬼塚雅               |                         |
| World Snowboard Championships コロラド州アスペン              | 2021年3月  | SS   | 5位  | ゾーイ・サドウスキー・シノット | ジェイミー・アンダーソン       | テス・コーディ       |                         |
| FIS Junior World Championships ニュージーランド・カードローナ | 2018年8月  | BA   | 1位  | 村瀬心椛                       | ソマー・ジェンドロン           | レン・ジヤン         | BA・SSでジュニア2冠達成 |
| FIS Junior World Championships ニュージーランド・カードローナ | 2018年8月  | SS   | 1位  | 村瀬心椛                       | アニカ・モーガン               | ソマー・ジェンドロン |                         |
| 全日本選手権 長野県戸倉                                       | 2018年3月  | SS   | 1位  | 村瀬心椛                       | 芳家里菜                       | 相澤真央             |                         |

## 表彰
- 全日本スキー連盟　スノーアワードMVP（2022年5月10日、当該シーズンの活躍にたいして）
- エイブル　Snow Athletes of the Year（2022年5月10日、当該シーズンの活躍にたいして）
- 岐阜市民栄誉賞（2022年4月15日、岐阜市から北京オリンピックのメダル獲得および市のスポーツ振興にたいして）[91]
- 岐阜新聞 スポーツ賞（2022年3月1日、岐阜新聞社から北京オリンピックのメダル獲得にたいして）
- 清流の国 ぎふ栄誉賞（2022年3月1日、岐阜県知事から北京オリンピックのメダル獲得にたいして）
- 清流の国 ぎふ栄誉賞（2021年11月12日、岐阜県知事からワールドカップ スイス大会の優勝にたいして）
- 清流の国 ぎふ栄誉賞（2021年2月12日、岐阜県知事からX Games2020 アスペン大会・ノルウェー大会の活躍にたいして）
- 清流の国 ぎふ栄誉賞（2020年2月14日、岐阜県知事からX Games2019 ビッグエア2位にたいして）
- Japan Action Sports Award: Snowborder of the Year (2019年11月22日、Japan Action Sports Associationから)
- 岐阜市政130周年特別感謝状スポーツ部門（2019年7月1日、岐阜市長から市政の発展にたいして）
- 清流の国 ぎふ栄誉賞（2019年2月15日、岐阜県知事からX Games2018 ビッグエア優勝にたいして）
- 岐阜市教育委員会 表彰（2018年11月5日、岐阜市教育委員会からX Games2018 ビッグエア優勝にたいして）
- 岐阜県スポーツ賞（2018年2月21日、岐阜県知事から World Rookie Finals 2017 スロープスタイル優勝にたいして）
- 岐阜市教育委員会 表彰（2017年11月6日、岐阜市教育委員会からWorld Rookie Finals 2017 スロープスタイル優勝にたいして）
- 岐阜市教育委員会 表彰（2016年11月1日、岐阜市教育委員会からWorld Rookie Finals 2016 での活躍にたいして）